# (33846) 2000 GO167
2000 GO167 (asteroide 33846) é um asteroide da cintura principal. Possui uma excentricidade de 0.22866690 e uma inclinação de 5.07061º.
Este asteroide foi descoberto no dia 4 de abril de 2000 por LINEAR em Socorro.